# Pelléas et Mélisande (ópera)

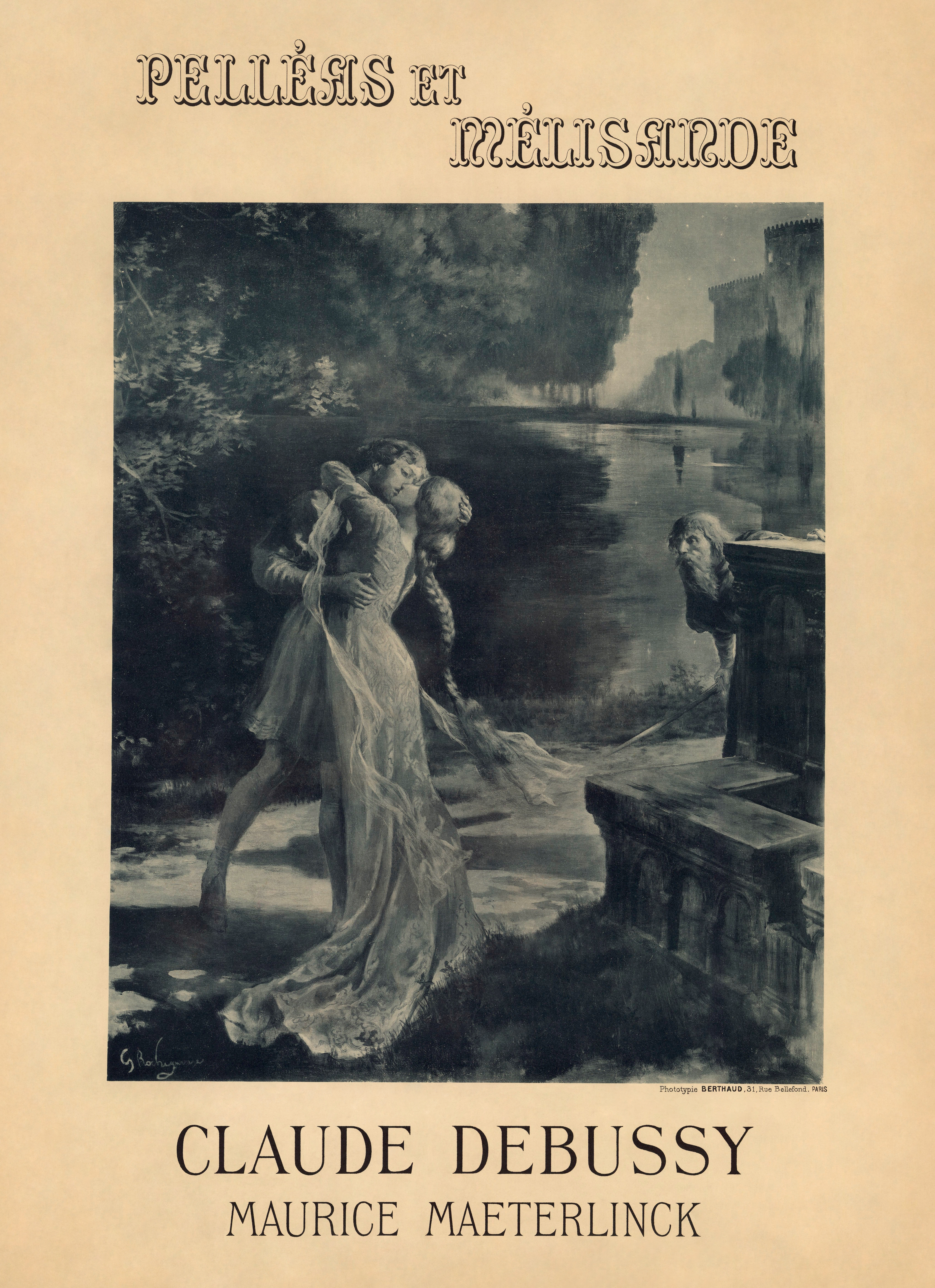
Cartaz da estreia de Pelléas et Mélisande, de Claude Debussy e Maurice Maeterlinck, no Théâtre de l'Opéra-Comique, em 30 de abril de 1902.

Pelléas et Mélisande (1902) é uma ópera, em cinco atos e quinze quadros, composta por Claude Debussy, considerada pelo compositor como um "drama lírico". O libreto é do autor simbolista Maurice Maeterlinck, que se baseou em sua peça teatral homônima. A estreia ocorreu em 30 de abril de 1902, na Opéra-Comique de Paris, sob a direção de André Messager.
Pelléas et Mélisande é uma espécie de manifesto do pensamento artístico de Claude Debussy (1862 - 1918) e, por extensão, também do impressionismo musical, cujos traços  fundamentais  Debussy já definira  no seu  Prelúdio ao entardecer de um fauno (1894). Pelléas et Mélisande é também outra das obras representativas dessa vertente artística.
A ópera, assim como a peça de Maeterlinck, é uma transposição do mito de Tristão e Isolda: um jovem casal irresistivelmente apaixonado, cujo amor é proibido, pois, entre eles, há um marido, já idoso e violentamente ciumento; portanto, esse amor só pode se realizar na morte. A ação se passa no reino imaginário de Allemonde, em tempos medievais.
A criação de Pelléas et Mélisande foi complicada e longa. Debussy conhecera o drama de Maeterlinck em sua estreia no Théatre des Bouffes-Parisiennes, em 1893. Naquele mesmo ano, cativado pela peça do autor flamengo, começou a escrever a sua ópera. A 6 de Setembro escreveu  a seu amigo, o compositor Ernest Chausson: "Debussy terminou uma cena de Pelléas, 'Uma fonte no parque', Ato IV, cena 4". Esta é a primeira notícia que temos da génese de Pelléas et Mélisande.
Debussy foi submergindo  pouco a pouco na composição de uma música difícil, trabalhosa e eventualmente desencorajadora para o seu autor, que o obrigava a fabricar novos recursos para seguir adiante com a revolucionária partitura. Em nova missiva ao seu amigo Chausson, o compositor confessou: "Servi-me de um meio expressivo muito estranho: o silêncio (não se ria), que é talvez a única maneira de atingir o sentimento de um instante".

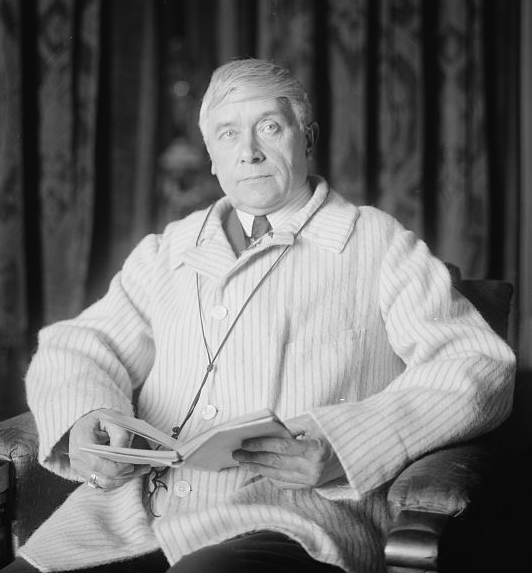
Maurice Maeterlinck (1862 – 1949)

Quando os primeiros esboços se encontravam bastante avançados, o compositor francês preparou um encontro em Gand, com o próprio Maeterlinck, para diligenciar as autorizações correspondentes, o que foi possível graças a Henri de Régnier, um dos seus amigos da Librairie de l'Art indépendant. Debussy foi ao encontro acompanhado pelo poeta Pierre Louÿs. Após o encontro com dramaturgo, o músico refletiu sobre as suas impressões, uma vez mais, em sua correspondência privada: "Passei com Maeterlinck um dia em Gand. No princípio, comportou-se como uma jovenzinha à qual apresentaram o seu futuro marido, mas logo se derreteu o gelo e ele foi encantador. O que me disse sobre o teatro qualifica-o como um espírito verdadeiramente superior. Autorizou-me a fazer em Pelléas todos os cortes que me fossem precisos, inclusivamente indicou-me alguns realmente necessários e muito úteis. De música, segundo me disse, não entende nada; vai ouvir uma sinfonia de Beethoven como um cego vai a um museu. Mas é um homem fora do normal, que diz coisas extraordinárias da maneira mais simples. Quando lhe agradeci pelo seu Pelléas, fez todo o possível para demonstrar-me que era ele quem estava agradecido por eu tê-lo posto em música".
Efetivamente, no libreto, o texto de Maeterlinck é submetido a consideráveis modificações. Afinal, em 1895, Debussy deu Pelléas et Mélisande por terminada. No entanto ainda descontente com o resultado, voltou mais  uma vez mais a sua ópera e continuou a trabalhar nela, enquanto prosseguia com outros projetos, dentre os quais  os Noturnos. A Opéra-Comique fixa por fim uma data – início de 1902 – para a estreia de Pelléas et Mélisande. A data já se aproximava, mas Debussy prosseguia com as suas correções. Iniciaram-se os ensaios, e o compositor encontrou-se com numerosos problemas. Em primeiro lugar, produziram-se desagradáveis tensões com o regente, André Messager. Depois, teve que enfrentar  cantores e instrumentistas da orquestra, que se encontravam muito incomodados com as novidades da música de Debussy. Entretanto, o compositor consagrava as suas noites de insónia a terminar a sua obra.

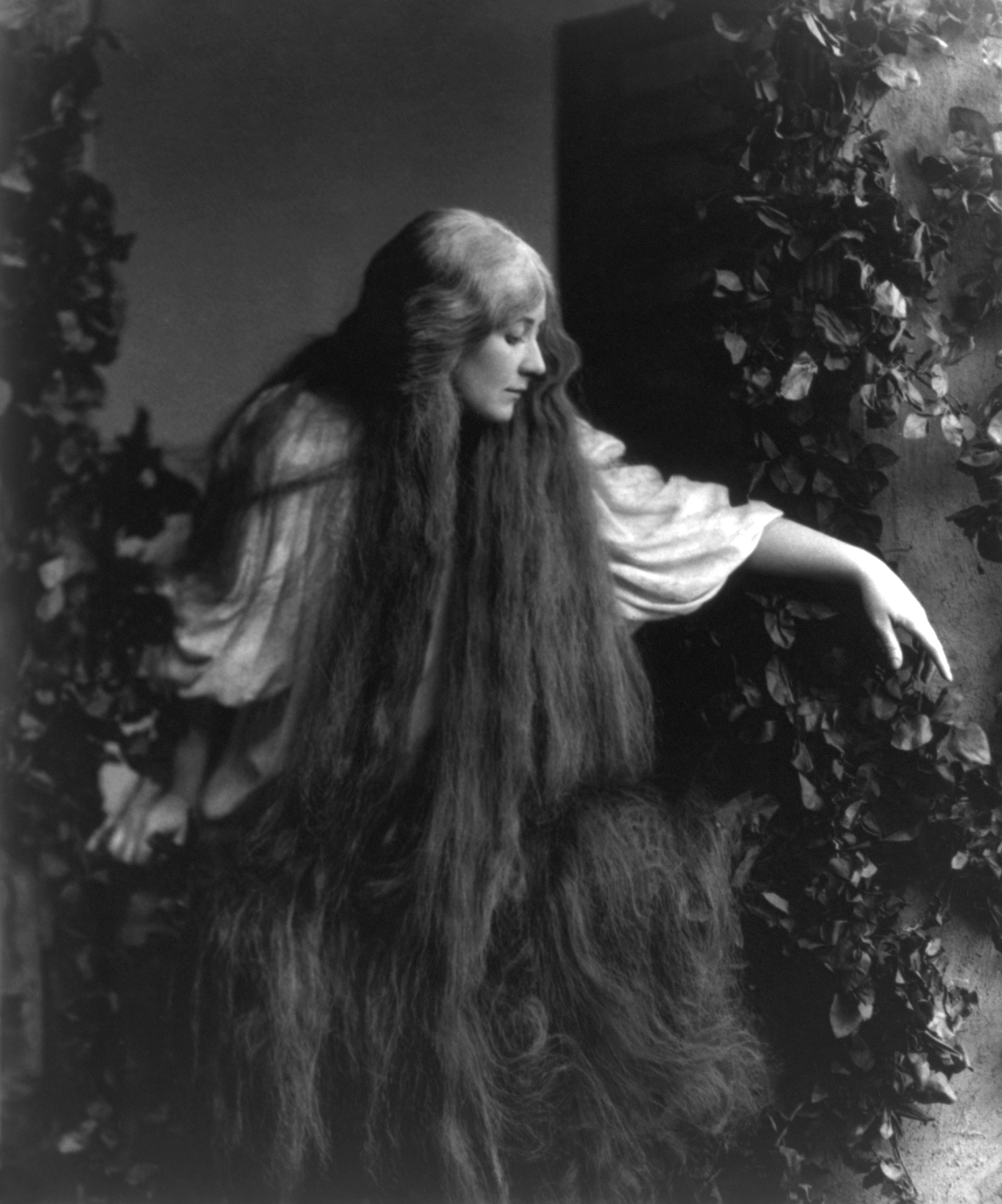
Mary Garden como Mélisande

A estreia produziu-se, por fim, a 27 de abril de 1902, com a lendária soprano escocesa Mary Garden no papel de Mélisande. O público parisiense foi glacial; chegou mesmo a receber com gargalhadas algumas das dramáticas frases da infeliz protagonista feminina, durante o II Ato. Ao final da apresentação, o silêncio da desaprovação superou os escassos aplausos. Paul Dukas, Pierre Louÿs e Paul Valéry, que se encontravam na plateia, estavam enfeitiçados pela música do seu amigo, conscientes de que tinham sido espectadores de um grande momento da história. Debussy, de sua parte, encontrava-se especialmente satisfeito com a interpretação de Mary Garden no papel principal: "Chegou por fim o ato V -  a morte de Mélisande -  e foi um assombro, de cuja emoção não poderia dar conta. Era a voz secretamente ouvida, com essa doçura desvanecida, essa arte tão cativante em que não acreditava até esse momento e que desde então fez com que a admiração do público se inclinasse com um fervor cada vez maior perante o nome da menina Mary Garden".
A reação do público parisiense perante uma obra tão audaz e revolucionária é, de certo modo, compreensível. Em Pelléas et Mélisande, Debussy luta contra a tradição. A sua escrita vocal foge de todo o convencionalismo, pelo que é inútil procurar entre as páginas desta ópera especial melodias tradicionais, árias ou momentos de brilho para os cantores. Como o próprio compositor explicou, "quis que a ação não se detivesse nunca, que fosse contínua, ininterrupta … quis prescindir de frases musicais parasitas. Ao escutar uma obra, o espectador está habituado a experimentar dois tipos de emoções muito distintas: a emoção musical, por um lado, e a emoção da personagem, por outro; em geral, sente-as de modo sucessivo. Eu cuidei para que estas duas emoções estivessem perfeitamente fundidas e fossem simultâneas. A melodia, se me permite dizê-lo, é antilírica".
Pelo seu estilo particular, Pelléas et Mélisande erige-se como precursora de Bartók e do próprio Schönberg. Do ponto de vista harmónico, Debussy faz uso de um modalismo de ressonâncias medievais e mágicas, no qual também se pode achar certa influência wagneriana. É sabido que o compositor francês tinha sentimentos contraditórios em relação à arte do genial compositor alemão. Muitas das características harmónicas e sonoras da música de Wagner impregnaram a sensibilidade de Debussy; no entanto, a controversa técnica do leimotiv, com a qual o autor de O Anel do Nibelungo estruturava as suas composições, produzia-lhe uma forte resistência. Debussy escreveu Pelléas et Mélisande como uma alternativa oposta a Wagner, mas, em muitas passagens, como apontou o próprio Pierre Boulez, não é difícil  encontrar a influência do último Wagner, ou Parsifal.
| Personagens                                       | Voz                              | Estréia, 30 de Abril 1902 (maestro: André Messager) |
| ------------------------------------------------- | -------------------------------- | --------------------------------------------------- |
| Golaud, meio – irmão de Pelléas                   | barítono ou baixo-barítono       | Hector-Robert Dufranne                              |
| Mélisande                                         | soprano ou mezzo-soprano ligeiro | Mary Garden                                         |
| Pelléas, neto de Arkel                            | tenor ou barítono ligeiro        | Jean Périer                                         |
| Geneviéve, mãe de Golaud e Pelléas                | contralto                        | Jeanne Gerville-Réache                              |
| Arkel, rei de Allemonde                           | baixo                            | Félix Vieuille                                      |
| Yniold, filho de Golaud de um primeiro matrimónio | soprano ou soprano jóvem         | C Blondin                                           |
| médico                                            | baixo                            | Viguié                                              |
| pastor                                            | barítono                         |                                                     |